# Maurice Richard (homme politique, 1832-1888)
Pour les articles homonymes, voir Richard et Maurice Richard (homonymie).
Maurice Louis Richard, né le 26 octobre 1832 à Paris 10e, mort le 4 novembre 1888 à Paris 16e, est un avocat et un homme politique français.

## Biographie
Fils de Jacques-Maurice Richard, un riche avocat et agent d'affaires parisien, il étudia le droit, s'inscrivit au barreau, et travailla quelque temps chez un avocat à la Cour de cassation. Lors des élections générales pour le Corps législatif en 1863, Maurice Richard, dont le père avait acquis des propriétés dans Seine-et-Oise, se porta comme candidat indépendant dans la 4e circonscription de ce département, et fut élu député face au général Mellinet, candidat officiel. Il siégea au centre gauche, se lia avec Émile Ollivier et le suivit dans son évolution politique. Le 24 mai 1869, il fut réélu face à Ernest Baroche. Il se rangea alors dans le Tiers parti et signa l'interpellation des 116.
Le 2 janvier 1870, Émile Ollivier, ayant été chargé de former un nouveau cabinet, l'affecta au ministère des Beaux-Arts, ancêtre du ministère de la Culture, créé par Napoléon III en décembre 1851. Le 14 avril, il eut par intérim le portefeuille de l'Instruction publique, et devint, le 15 mai, ministre des Lettres, Sciences et Beaux-Arts. Pendant son administration, il recula jusqu'à 30 ans la limite d'âge pour le concours des prix de Rome, publia pour le salon de 1870 un règlement qui remettait à l'élection des artistes le choix du jury, facilita l'exploitation de certains théâtres, et offrit au peintre Courbet la croix de la Légion d'honneur, que celui-ci refusa. Maurice Richard perdit son portefeuille le 8 août 1870.
La révolution du 4 septembre le rendit à la vie privée. Éloigné dès lors des affaires publiques, il se rangea, lors de la scission qui se produisit dans le parti bonapartiste, du côté du prince Napoléon, dont il resta le familier et l'ami. C'est dans son château de Millemont que le prince reçut du gouvernement de Thiers, en 1872, l'ordre de quitter la France.
Maurice Richard était conseiller général de Seine-et-Oise pour le canton de Montfort-l'Amaury. Candidat aux élections législatives du 20 février 1876, dans l'arrondissement de Rambouillet, il échoua et ne se représenta plus.
Veuf de Marie-Amélie Estienne, fille du banquier Henri Estienne, il avait épousé Mlle Bouruet-Aubertot, fille des riches propriétaires du Gagne-Petit. Une de ses filles épousa Robert Cottin, inspecteur des finances et directeur de la Banque Mobilière Privée, qui était le cousin germain de Paul Cottin et le beau-frère de Frédéric Masson. Sa petite-fille épousa le fils de Georges Millin de Grandmaison.
Mort dans son hôtel particulier, après quelques jours d'une maladie dont la gravité avait échappé à sa famille comme à ses amis, il a été inhumé au cimetière du Père-Lachaise.

## Mandats et fonctions politique

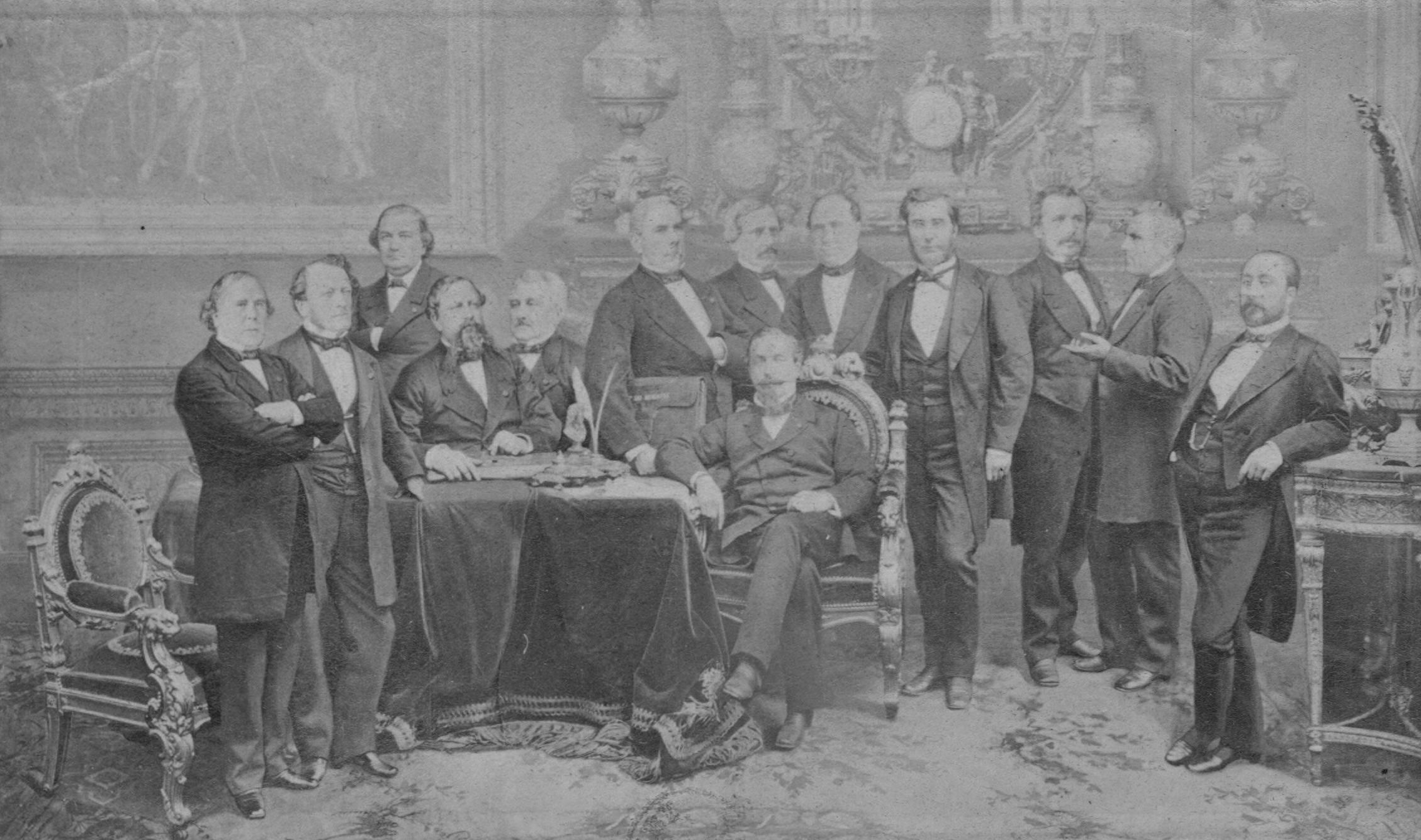
Photomontage d'Appert réunissant les membres du gouvernement Ollivier autour de l'empereur (assis au centre). De gauche à droite : Segris, Buffet, Rigault de Genouilly, Le Bœuf, Vaillant, Daru, Chevandier de Valdrome, Louvet, Ollivier, Talhouët-Roy, Esquirou de Parieu et Richard.

- Député de Seine-et-Oise du 14 juin 1863 au 4 septembre 1870.
- Ministre des Beaux-Arts du 2 janvier 1870 au 10 août 1870 dans le Gouvernement Émile Ollivier
- Ministre de l'Instruction publique par intérim du 14 avril 1870 au 15 mai 1870 dans le Gouvernement Émile Ollivier
- Ministre des Lettres, Sciences et Beaux-Arts du 15 mai 1870 au 10 août 1870 dans le Gouvernement Émile Ollivier

## Sources
- « Maurice Richard (homme politique, 1832-1888) », dans Adolphe Robert et Gaston Cougny, Dictionnaire des parlementaires français, Edgar Bourloton, 1889-1891 [détail de l’édition]